# امیلیو کیو داداریو
امیلیو کیو داداریو (انگلیسی: Emilio Q. Daddario; ۲۴ سپتامبر ۱۹۱۸ – ۷ ژوئیهٔ ۲۰۱۰) سیاستمدار، و وکیل اهل ایالات متحده آمریکا بود.
وی همچنین برندهٔ جوایزی همچون نشان ستاره برنزی شده‌است.